# ジャック・ポティン
ジャック・ポティン（Jacques Pothin）はニューカレドニアの男子陸上競技選手。専門は短距離走、走り幅跳び。
1963年にスバで開催されたサウスパシフィックゲームズに出場し、100mで10.6秒のタイムで優勝、走り幅跳びも準優勝した。1966年のヌメア大会でも100mで優勝し2連覇し、再び走り幅跳びで銀メダルを獲得した。1969年のポートモレスビー大会では走り幅跳びの銅メダル1枚に終わった。